# Comutatividade

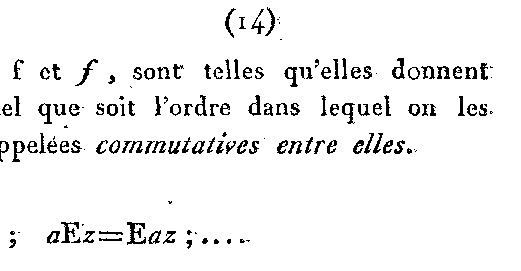
Comutatividade em Francês

Comutatividade é uma propriedade de operações binárias, ou de ordem mais alta, em que a ordem dos operandos não altera o resultado final.
Por mais que a noção comum de aritmética possam sugerir que esta propriedade seja óbvia, ela é importante para organizar os tipos de operações de grupos de acordo a propriedade de comutatividade ou não. E mesmo na aritmética existem exemplos de operações que não são comutativas, como a subtração e a divisão.

## Definição
Dado um conjunto qualquer S e um operação binária f, dizemos que f é comutativa se:
{\displaystyle f(x,y)=f(y,x)\ \forall \ x,y\in S}
A notação matemática mais comum para operações binárias é através de um símbolo gráfico entre os dois operandos, por exemplo, escreve-se:
{\displaystyle f(x,y)=x\ \diamondsuit \ y\,}
Usando esta notação, a definição de comutatividade fica:
{\displaystyle x\ \diamondsuit \ y=y\ \diamondsuit \ x\ \forall \ x,y\in S\,}

## Exemplos
Os exemplos mais comuns são:

A acumulação de maçãs, que pode ser vista como uma adição de números naturais, é comutativa.

- A adição de números naturais, racionais, reais e complexos[1][2];
- A multiplicação de números naturais, racionais, reais e complexos[1][2];
- Grupos abelianos, são grupos no qual a operação é comutativa;
- As funções (que podem ter mais de um argumento) mínimo múltiplo comum e máximo divisor comum, para números inteiros positivos, são comutativas: mdc (42, 626, 452) = mdc (452, 42, 626), etc.